# حميدانية (ملاثاني)
حمیدانیة (بالفارسية: حمیدانیه) هي منطقة سكنية تقع في إيران في قسم ملاثاني الريفي. يقدر عدد سكانها بـ 262 نسمة بحسب إحصاء 2016.